# Otto Hergt

Otto Hergt

Bruno Emil Otto Hergt (* 9. August 1897 in Charlottenburg bei Berlin; † Toterklärung zu Ende 1945) war ein deutscher Politiker (NSDAP).

## Leben und Wirken
Hergt besuchte die Volksschule. Anschließend arbeitete er in der Landwirtschaft. Von 1914 bis 1918 nahm er als Frontkämpfer am Ersten Weltkrieg teil. Im Krieg wurde er mindestens einmal leicht verwundet.
1924 wurde Hergt Mitglied der Nationalsozialistischen Freiheitspartei, einer Ersatzpartei für die zu dieser Zeit verbotene Nationalsozialistische Deutsche Arbeiterpartei (NSDAP). Nach der Neugründung der NSDAP trat er zum 20. Juli 1925 in die Partei ein (Mitgliedsnummer 11.076). Hergt übernahm für seine Partei zunächst den Posten des politischen Leiters im Gau Pommern. 1930 wurde er zum stellvertretenden Gauleiter für Pommern ernannt. Außerdem wurde er Mitglied in der Sturmabteilung (SA).
Bei der Reichstagswahl vom September 1930 wurde Hergt als Kandidat der NSDAP für den Wahlkreis 6 (Pommern) in den Reichstag gewählt. Sein Mandat wurde bei den folgenden vier Wahlen – im Juli 1932, Dezember 1932, März 1933 und November 1933 – bestätigt. Insgesamt gehörte er dem Berliner Parlament knapp sechs Jahre lang bis zum März 1936 an. Das wichtigste parlamentarische Ereignis, an dem Hergt während seiner Abgeordnetenzeit Anteil hatte, war die Verabschiedung des Ermächtigungsgesetzes im März 1933. Dieses Gesetz, das unter anderem auch mit Hergts Stimme beschlossen wurde, bildete die juristische Grundlage für die Errichtung der nationalsozialistischen Diktatur.
Hergt wurde nach dem Zweiten Weltkrieg für tot erklärt, wobei das Jahr 1945 als sein Todesjahr festgelegt wurde.